# A Vida Íntima de Sherlock Holmes
The Private Life of Sherlock Holmes (br/pt: A Vida Íntima de Sherlock Holmes) é um filme britânico de 1970, do gênero comédia e suspense, dirigido por Billy Wilder. O filme explora a estranha relação entre Sherlock Holmes, doutor Watson e as mulheres.
Em 2016, um drone submarino , que procurava vestígios do monstro, achou a primeira réplica do monstro de Lago Ness, perdida logo no inicio das filmagens. .

## Sinopse
Em 1887, Sherlock Holmes está entediado,o que preocupa seu amigo Doutor Watson. O detetive recebe um convite para assistir a um balé russo e acaba convencido pelo doutor a ir, mesmo achando tratar-se de uma armadilha. Quando chega lá, ele recebe uma proposta da famosa bailarina russa que é a estrela do espetáculo. Ela quer ter um filho dele, pois quer que o pai da criança seja inteligente. E Holmes ganhou essa fama pelas publicações do doutor Watson. Mas Holmes se nega, dizendo-se homossexual e que seu parceiro é o doutor Watson.
Quando o doutor sabe da história, fica furioso. Holmes explica que queria apenas se livrar da mulher, sem magoar-lhe os sentimentos. De qualquer forma, isso logo é esquecido quando surge no apartamento de Holmes, uma mulher misteriosa que está com amnésia. Ela foi trazida por um cocheiro que diz tê-la salva de afogamento e achou o endereço num papel na mão dela.
Investigando a identidade da mulher, Holmes e Watson se vêem em um grande mistério que envolve a Coroa Britânica, o irmão de Holmes e o…monstro de Lago Ness.

## Elenco principal
- Robert Stephens…Sherlock Holmes
- Colin Blakely…Dr. Watson
- Genevieve Page…Gabrielle Valladon
- Christopher Lee…Mycroft Holmes
- Irene Handl…Senhora Hudson
- Clive Revill…Rogozhin
- Tamara Toumanova…Petrova
- Stanley Holloway…Coveiro
- Mollie Maureen…Rainha Vitória
- Catherine Lacey…Mulher velha